# Eucanthidium
Eucanthidium là một chi Scarabaeidae trong siêu họ Scarabaeoidea.